# Vanguard 3
Vanguard 3 (właściwie: Vanguard 3C) – trzeci amerykański sztuczny satelita Ziemi, pomyślnie wystrzelony w ramach programu Vanguard. Uzyskane przez satelitę dane pozwoliły na określenie dokładnych, lokalnych wartości pola magnetycznego Ziemi i na określenie dolnej granicy pasów radiacyjnych. Zbudowany został przez Martin Co. i Naval Research Laboratory. Vanguard 3 pozostaje na orbicie okołoziemskiej, której trwałość szacuje się na 300 lat.
Vanguarda 3 udało się wynieść dopiero za trzecim razem, stąd jego oznaczenie C. Dwa poprzednie statki, Vanguard 3A, Vanguard 3B, nie osiągnęły docelowej orbity z powodu awarii rakiet nośnych Vanguard.

## Budowa i działanie
Wykonany w kształcie kuli z aluminium pokrytego tlenkiem krzemu, z dodatkową nasadką o wysokości 66 cm, na końcu której znajdował się magnetometr. Miał masę wraz z ostatnim członem rakiety 45,4 kg. Sam satelita miał masę 22,76 kg. Wewnątrz pokryty złotem, co zapewniało odpowiednią temperaturę dla urządzeń satelity. Z kulistego korpusu wystawały cztery krótkie anteny. Korzystały z nich dwa nadajniki radiowe. Satelita był stabilizowany obrotowo (50 obr./min). Odbiornik radiokomend używany był do sterowania rejestratorem taśmowym przekazującym dane poprzez układ telemetrii. Zasilanie zapewniały baterie rtęciowe. Magnetometr zabudowany był stożkową osłoną z włókna szklanego, przytwierdzoną do satelity.

## Ładunek
- Magnetometr o dokładności 10 nT
- Komora jonizacyjna promieni X, zakres czułości 0,2 - 0,8 nm
- Detektory mikrometeoroidów

## Misja
źródło
Satelita uruchomiony 18 września 1959 roku nadawał przez 85 dni. Początkowe parametry orbity: perygeum – 509 km, a apogeum – 3700 km i zmieniała się nieznacznie. Czas okrążenia Ziemi wynosił 130 minut 17 sekund. Do dnia 11 grudnia 1959 roku wykonał 938 okrążeń Ziemi, przebywając niemal 50 mln km. Ostatnie oznaczenie położenia satelity dokonała stacja w Woomer w Australii 11 grudnia o godzinie 17:39 czasu wschodnioazjatyckiego.
Mierzył pole magnetyczne Ziemi, rentgenowskie promieniowanie Słońca i warunki fizyczne przestrzeni kosmicznej w pobliżu Ziemi.
Satelita został wysłany bez oddzielenia od ostatniego człona rakiety nośnej.